# Séléna Janicijevic
Séléna Janicijevic (Nogent-sur-Marne, 23 luglio 2002) è una tennista francese.

## Carriera
In singolare ha raggiunto la 153ª posizione il 16 settembre 2024, mentre in doppio la 524ª il27 gennaio 2025.
Ha fatto il suo debutto Slam nel 2019 al Roland Garros, dove è stata sconfitta al primo turno nel singolare da Iga Świątek.

## Circuito WTA 125

### Doppio

#### Sconfitte (1)
| N. | Data             | Torneo                   | Superficie  | Compagna       | Avversarie in finale           | Punteggio |
| 1. | 15 dicembre 2024 | Open de Limoges, Limoges | Cemento (i) | Ėrika Andreeva | Elsa Jacquemot Margaux Rouvroy | 4-6, 3-6  |

## Statistiche ITF

### Singolare

#### Vittorie (10)
| Torneo $100.000 (0) |
| Torneo $80.000 (0)  |
| Torneo $60.000 (1)  |
| Torneo $40.000 (0)  |
| Torneo $25.000 (6)  |
| Torneo $15.000 (3)  |

| N.  | Data             | Torneo                                                    | Superficie      | Avversaria in finale | Punteggio     |
| 1.  | 1º agosto 2021   | Knokke Zoute Ladies Open, Knokke                          | Terra rossa     | Lucie Nguyen Tan     | 6-3, 7-6(0)   |
| 2.  | 26 dicembre 2021 | Egypt Women's Future, Giza                                | Cemento         | Sapfo Sakellaridi    | 6-3, 2-6, 6-2 |
| 3.  | 30 gennaio 2022  | Egypt Women's Future, Il Cairo                            | Terra rossa     | Sinja Kraus          | 7-5, 3-6, 6-3 |
| 4.  | 13 febbraio 2022 | Antalya Series, Adalia                                    | Terra rossa     | Angelica Moratelli   | 6-3, 6-2      |
| 5.  | 26 giugno 2022   | Engie Open du Périgord, Périgueux                         | Terra rossa     | Katharina Hobgarski  | 6-3, 6-2      |
| 6.  | 10 luglio 2022   | Torneo Internacional de Tenis de Getxo, Getxo             | Terra rossa     | Sapfo Sakellaridi    | 4-6, 6-4, 7-5 |
| 7.  | 24 luglio 2022   | ITF F.B.M Tennis Tournament Memorial Poppy Vinti, Perugia | Terra rossa     | Anna Turati          | 6-2, 6-2      |
| 8.  | 2 aprile 2023    | Sopo Women's, Sopó                                        | Terra rossa     | Suzan Lamens         | 6-4, 5-7, 6-4 |
| 9.  | 1º ottobre 2023  | Lujan Women's, Luján                                      | Terra rossa     | Julieta Lara Estable | 6-4, 7-6(0)   |
| 10. | 16 dicembre 2023 | Vacaria Open, Vacaria                                     | Terra rossa (i) | Francisca Jorge      | 3-6, 6-3, 6-2 |

#### Sconfitte (4)
| Torneo $100.000 (0) |
| Torneo $80.000 (0)  |
| Torneo $60.000 (2)  |
| Torneo $40.000 (0)  |
| Torneo $25.000 (2)  |
| Torneo $15.000 (0)  |

| N. | Data              | Torneo                                                     | Superficie  | Avversaria in finale  | Punteggio        |
| 1. | 1º maggio 2022    | Cairo Egypt Women's Future, Il Cairo                       | Terra rossa | Anastasija Zolotareva | 6(5)-7, 6(4)-7   |
| 2. | 11 settembre 2022 | Open Féminin de Saint-Palais-sur-Mer, Saint-Palais-sur-Mer | Terra rossa | Jessika Ponchet       | 1-6, 4-6         |
| 3. | 6 aprile 2024     | Engie Open Florianópolis, Florianópolis                    | Terra rossa | Raluca Șerban         | 5-7, 2-6         |
| 4. | 12 maggio 2024    | Open Saint-Gaudens Occitanie, Saint-Gaudens                | Terra rossa | Claire Liu            | 1-6, 7-6(3), 0-6 |

### Doppio

#### Vittorie (1)
| Torneo $100.000 (0) |
| Torneo $80.000 (0)  |
| Torneo $60.000 (0)  |
| Torneo $40.000 (0)  |
| Torneo $25.000 (1)  |
| Torneo $15.000 (0)  |

| N. | Data            | Torneo                         | Superficie  | Compagna         | Avversarie in finale         | Punteggio |
| 1. | 24 ottobre 2020 | Internationaux de Reims, Reims | Cemento (i) | Robin Montgomery | Harriet Dart Sarah Beth Grey | w/o       |

## Grand Slam Junior

### Doppio

#### Sconfitte (1)
| Tornei del Grande Slam  |
| ----------------------- |
| Australian Open (0)     |
| Open di Francia (0)     |
| Torneo di Wimbledon (0) |
| US Open (1)             |

| N. | Data             | Torneo            | Superficie | Compagna       | Avversario in finale                 | Punteggio   |
| 1. | 8 settembre 2019 | US Open, New York | Cemento    | Aubane Droguet | Kamilla Bartone Oksana Selechmet'eva | 5-7, 6(6)-7 |